# Apeninské zemětřesení 1349
Dne 9. září 1349 v italských Apeninách začala sekvence zemětřesení, která těžce zasáhla regiony Molise, Lazio a Abruzzo. 
Pravděpodobně čtyři za sebou jdoucí zemětřesení poničila města a vesnice napříč středem Apeninského poloostrova, škody byly zaznamenány i v Římě. Tato zemětřesení pocházela ze sítě zlomů apeninského vrásnění a náporového pásu, přičemž epicentrum prvního a nejničivějšího otřesu pocházelo ze severozápadní oblasti Kampánie. Paleoseismologická data shromážděná z rýh, délky zlomu a zhroucených částí římského akvaduktu Venafro naznačují, že epicentrum hlavního otřesu bylo pravděpodobně podél zlomu Aquae Iuliae. Trhlina po zemětřesení se utvořila na hranicích regionů Molise a Kampánie. 

## Zemětřesení
První zemětřesení o síle 6,7 stupně magnitudy proběhlo 9. září v severozápadní Kampánii a na jihovýchodě Molise. Druhé zemětřesení udeřilo 10. září nedaleko města L'Aquila. Oba otřesy způsobily rozsáhlé škody nejen na městech, ale i na infrastruktuře, jako jsou římské akvadukty a mosty. Básník Francesco Petrarca popisuje poničení monumentů města Říma. Západní strana čtyřpatrového Flaviova amfiteátru se zhroutila směrem k caelským kopcům a zanechala za sebou masivní hromadu travertinových a tufových sutin, které se v Římě později těžily na stavební materiály.
Po zemětřeseních byla města L'Aquila a Montecassiano srovnána se zemí. 